# Fabrizio Savelli

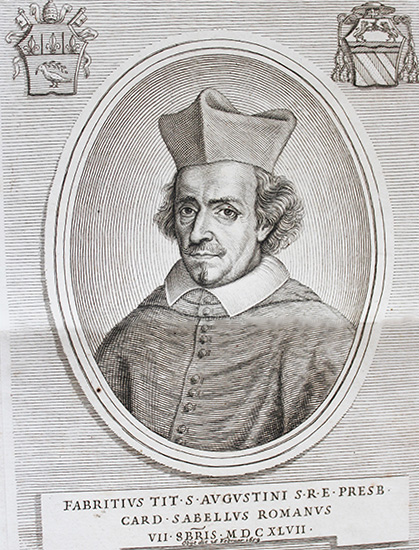
Kardinaal Fabrizio Savelli, aartsbisschop van Salerno

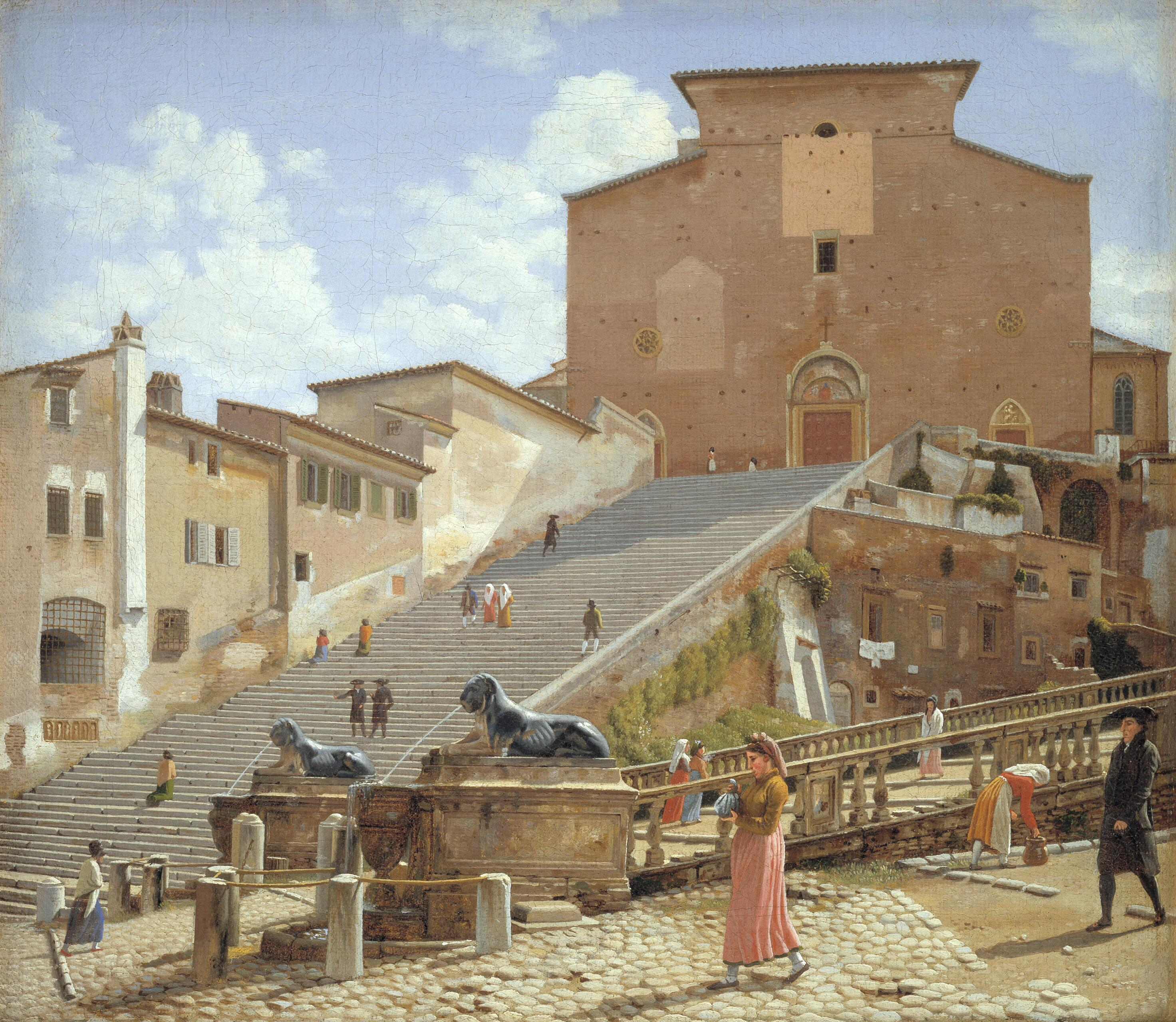
Santa Maria in Aracoeli in Rome. Hier stond de grafkelder van de familie Savelli.

Fabrizio Savelli (Ravenna, 14 juni 1607 – Rome, 26 februari 1659) was een Romeins edelman en kardinaal-aartsbisschop van Salerno (1642-1658) in het koninkrijk Napels, een land onder Spaans bestuur. Hij voerde een politiek tegen heksen en waarzeggers.
Kardinaal Savelli werd legaat in drie steden in de Pauselijke Staat (1648-1651).

## Levensloop
Zijn ouders waren Paolo en Caterina Savelli, van de adellijke familie Savelli in Latium, in de Pauselijke Staat. De familie telde meerdere prelaten in de familie. Zijn vader was militair in het pauselijk leger. 
Zijn oom Giulio Savelli (1574-1644) was kardinaal en trok zich de opvoeding van Fabrizio Savelli aan. Zo kreeg de jonge Savelli een inkomen als Augustijner abt in San Paolo di Albano, nabij Rome. Savelli was lange tijd bekend als abt Savelli. Zijn oom werd in 1630 aartsbisschop van Salerno en zocht in 1640 voor zich een pensioen te bekomen van 7.000 dukaten jaarlijks. Het koninkrijk Napels liet hem in 1641 met pensioen gaan, nadat zijn pensioen vastgelegd was op slechts 2.000 dukaten jaarlijks. Het jaar daarop, in 1642, volgde Savelli zijn oom op. Savelli kreeg van paus Urbanus VIII dispensatie voor het bisschopsambt omdat hij nooit een priesterwijding gekregen had.
Als aartsbisschop van Salerno hield Savelli zich bezig met het bestrijden van bijgeloof. Hij veroordeelde iedereen die spreuken uitsprak over mensen en dieren ter genezing; hij trok ten strijde tegen waarzeggers, heksen en sterrenwichelaars en benadrukte het onderwijs van de catechismus, in navolging van het Concilie van Trente. De jezuïeten in Salerno genoten zijn steun in het uitbouwen van het onderwijs.
Aartsbisschop Savelli kreeg te maken met de woelige jaren 1647-1648 in het koninkrijk Napels en in het bijzonder de stad Napels. Masaniello en zijn volgelingen voerden een volksopstand; de Koninklijke Republiek Napels werd uitgeroepen (1647-1648) als een rebellie tegen de Spaanse Kroon. Bendes doorkruisten regelmatig de stad Salerno. Huizen vlogen in brand en werden geplunderd. De situatie van de eigendommen van Savelli was onzeker. Nochtans reisde hij in 1647 naar Rome om de kardinaalshoed in ontvangst te nemen. Als titelkerk in Rome kreeg hij de Sant’Agostino nabij het Marsveld. Deze kerk werd nog al eens toegewezen aan kardinalen uit de orde van Augustijnen. Nog in de loop van 1648, dus tijdens de rebellie, verliet hij Salerno en trok naar het rustiger Bologna in de Pauselijke Staat. Savelli was daar pauselijk legaat en verbleef er tot 1651. Savelli verzamelde er kunstwerken en had contacten met musici. Hij was ook korte tijd legaat in Ravenna, zijn geboortestad, en in Ferrara. Na een verblijf in Rome in 1651, keerde hij in 1652 terug naar de aartsbisschoppelijke troon in Salerno. De overheid startte onderhandelingen om hem met pensioen te sturen. Savelli verbleef evenwel weinig in Salerno, en liet daar restauratiewerken uitvoeren aan de kathedraal en het aartsbisschoppelijk paleis. Hij zat vaak in de abdij in Albano. 
In 1658 trok Savelli zich officieel terug als aartsbisschop van Salerno met pauselijke goedkeuring; zijn pensioen was vastgelegd op 3.000 dukaten jaarlijks.
In Rome bekleedde hij de ambassadeurspost van het koninkrijk Polen bij de Heilige Stoel (1658-1659). Savelli stierf in Rome in 1659. Hij werd begraven in de graftombe van de familie Savelli in Rome, in de Santa Maria in Aracoeli, meer bepaald in de Sint-Franciscuskapel. Deze kerk werd bestuurd door de orde der franciscanen.